# نگهدار بازکننده دست
در پایین‌ترین قسمت ساعد، نیام عمقی آن، دو دستبند به نام‌های نگهدار بازکننده دست و نگهدار خم‌کننده دست ایجاد می‌کند. نگهدار بازکننده دست یا رتیناکولوم اکستنسور دست (انگلیسی: Extensor retinaculum of the hand) یک اصطلاح آناتومیکی برای قسمت ضخیم‌شده از نیام ساعد است که زردپی‌های عضلات بازکننده را در جای خود نگه می‌دارد.
نگهدار بازکننده دست، در پشت مچ دست از سطح قدامی خارجی انتهای تحتانی زند زبرین (رادیوس) به طرف مقابلش کشیده شده و ضمن دور زدن مچ به استخوان‌های نخودی و هرمی می‌چسبد. از زیر این نگهدارنده، کلیهٔ زردپی‌های ماهیچه‌های بازکننده عبور کرده و زردپی پهن کف‌دستی (پالمار آپونوروز) را ایجاد می‌کند.